# Nycteola metaspilella
Nycteola metaspilella är en fjärilsart som beskrevs av Walker 1866. Nycteola metaspilella ingår i släktet Nycteola och familjen trågspinnare. Inga underarter finns listade i Catalogue of Life.